# Heinz Josef Algermissen
Heinz Josef Algermissen (Hermeskeil, 15 februari 1943) is een Duits geestelijke en bisschop van de Rooms-Katholieke Kerk.
Algermissen is hulpbisschop van Paderborn geweest. Hij vertegenwoordigt in het algemeen de meer orthodoxe gelovigen binnen de Rooms-Katholieke Kerk. Zo is hij een scherp tegenstander van actieve euthanasie en van abortus.